# Rem (satèl·lit)
Rem és la lluna interior i petita de l'asteroide del cinturó principal (87) Sílvia. Segueix una òrbita gairebé circular propera a l'equatorial al voltant de l'asteroide pare. Referent a això, és similar a l'altra lluna Ròmul.
Rem va ser descobert diversos anys després de Ròmul en les imatges preses a partir del 9 d'agost de 2004, i anunciat el 10 d'agost de 2005. Va ser descobert per Franck Marchis de UC Berkeley, i Pascal Descamps, Daniel Hestroffer, i Jérôme Berthier de l'Observatori de París, França, utilitzant el telescopi Yepun de l'Observatori Europeu Austral (ESO) a Xile. Marchis, tel líder del projecte, estava esperant la finalització del programa d'adquisició de la imatge abans de començar a processar les dades. Just quan es va establir per anar de vacances el març de 2005, Descamps li va enviar una breu nota titulada "87 Sylvia est triple?" assenyalant que ell podia veure dues llunes en diverses imatges de Sílvia. Tot l'equip es va centrar ràpidament en l'anàlisi de les dades, van escriure un article, van presentar un resum de la reunió a l'agost a Rio de Janeiro i van presentar una proposta de nomenament a la UAI.
El seu nom complet és (87) Sílvia II Rem; abans de rebre el seu nom, era conegut com a S/2004 (87) 1. La lluna porta el nom de Rem, bessó del fundador mitològic de Romea, un dels fills de Rea Sílvia criats per un llop.
87 Sílvia té una densitat baixa, el que indica que és probablement un asteroide de pila de runes es van formar quan les restes d'una col·lisió entre el seu cos principal i un altre asteroide reacreant-se gravitacionalment. Així, és probable que tant Ròmul i Rem són piles de runa més petites de l'acreció en òrbita al voltant del cos principal de la runa de la mateixa col·lisió. En aquest cas s'espera que la seva albedo i densitat pugui ser similar a Sílvia.
S'espera que l'òrbita de Rem pugui ser bastant estable: es troba ara a l'interior de l'esfera de Hill de Sílvia (a uns 1/100 del radi de Hill de Sílvia), però també té una òrbita síncrona.
Des de la superfície de Rem, Sílvia sembla enorme, ocupant una regió angular d'aproximadament 30°×18°, mentre que la mida aparent de Ròmul varia entre 1,6 ° i 0,5°.